# Pâté d'homme
Pâté d'homme (tragoedia peninsulare in tre atti, uno strappo, due estrazioni e taglio finale), conosciuta anche solo come Pâté d'homme, è una commedia teatrale del 1989 dello scrittore italiano Aldo Busi.

## Trama e contenuti
Pâté d'homme, la cui prima edizione a stampa è uscita in formato grande con fumetti di Dario Cioli e adattamento di Carmen Covito, è una commistione di commedia plautina, dramma elisabettiano, farsaccia, melodramma e teatro nel teatro, il cui argomento principale è il desiderio.
Gigliolo, ingenuo e imberbe nonché povero cameriere, si innamora della ricchissima Infanta, femmina dell'alta società e amante del lusso, che a lui non presterà la benché minima attenzione, finché le circostanze non la costringeranno quantomeno ad assecondare un'illusione.

## Edizioni
- Aldo Busi, Pâté d'homme (tragoedia peninsulare in tre atti, uno strappo, due estrazioni e taglio finale), disegni di Dario Cioli, adattamento di Carmen Covito, Milano, Mondadori, 1989, ISBN 8804329025
- Aldo Busi, Pâté d'homme-La vergine Alatiel (volume unico), Milano, Mondadori, 1999, ISBN 9788804466062